# Da Ya Think I'm Sexy?
"Da Ya Think I'm Sexy?" é uma canção escrita por Rod Stewart, Carmine Appice e Duane Hitchings. Lançada por Stewart em seu álbum Blondes Have More Fun e como single no final de 1978, Da Ya Think I'm Sexy? passou uma semana no topo das paradas britânicas em dezembro daquele ano e quatro semanas no topo da Billboard Hot 100 em fevereiro de 1979. Também liderou as paradas na Austrália por duas semanas.
Em 2003, Da Ya Think I'm Sexy? foi incluida na lista das 500 melhores canções da revista Rolling Stone (#301).

## Histórico
Carmine Appice, que tocava bateria e principal compositor em Da Ya Think I'm Sexy?, explica que a canção é sobre "um cara que encontra uma garota em um clube". "Se você ouvir a letra, 'Ela senta sozinha, à espera de propostas, ele está tão nervoso...' é a sensação que estava acontecendo no clube de dança. O cara vê uma garota, ela está nervosa e ele está nervoso e ela está sozinha e não sabe o que está acontecendo, então eles acabam fazendo sexo, e então ela se foi."
O co-autor Duane Hitchings contou, em uma entrevista em 2007, que "nós, caras do Rock, imaginamos que éramos carne morta quando o filme 'Saturday Night Fever' e os Bee Gees emergiram. Os Bee Gees foram músicos brilhantes e pessoas muito legais. Rod, em seu brilhantismo, decidiu fazer uma paródia sobre discoteca. Homem muito esperto."
Sobre o grande sucesso da canção que até hoje, Rod Stewart comentou em sua autobiografia que "Nunca se tem uma ideia de como uma canção será recebida e que trajeto fará. Mas isto de imediato ficou claro quando Da ya think i’m sexy foi lançada, porque um horror de pessoas adoraram a música. Vendeu mais de dois milhões de cópias na América, meio milhão na Inglaterra, e foi hit mundo afora." Ele também revelou que passou a receber cartas do mundo inteiro, e grande parte concordavam que ele era sexy - mesmo que a letra cantada na terceira pessoa (e só o refrão é na primeira pessoa).

## Crítica
Embora tenha atingindo grande sucesso comercial, a canção foi criticada por muitos especialistas da imprensa rock, que acusavam Rod de trair suas raízes blues devido ao seu arranjo disco, mas Stewart e outros favoravéis a música foram rápidos em apontar que os outros artistas amplamente respeitados, como Paul McCartney e os Rolling Stones, também tinham lançado canções que bebiam da mesma fonte de inspiração da era disco.

## Plágio musical
O cantor e compositor brasileiro Jorge Ben Jor descobriu que, no refrão da canção "Da Ya Think I'm Sexy?", havia notas iguais às da frase
"tete/tete/rete/tete/tete/rete", contidas em sua composição "Taj Mahal"
. O cantor reclamou a autoria da expressão e iniciou um processo por plágio contra Rod. Stewart doou os lucros obtidos com a veiculação da faixa ao UNICEF em 1979 e cantou-a no Music for UNICEF Concert, feito na Assembléia Geral das Nações Unidas realizado ainda no mesmo ano.
A partir de 1979 os royalties de "Da Ya Think I'm Sexy?" passaram a ser destinados a Ben Jor. Em autobiografia lançada em 2012, Rod Stewart admitiu o plágio na melodia:
| “ | Certo. Tive que dar a mão à palmatória. Mas claro que não cheguei assim no estúdio e falei: ‘Vamos usar a melodia de Taj Mahal no refrão e azar. O compositor mora no Brasil, então nunca descobrirá’. Só que eu tinha ido pro carnaval do Rio, em 1978, com Elton John e Freddie Mercury. E lá duas coisas significativas me aconteceram. Me apaixonei por uma estrela de cinema brasileira lésbica, que não deixava me aproximar dela. Depois, 'Taj Mahal', de Ben Jor tocava o tempo inteiro, foi relançada naquele ano, e obviamente a melodia alojou-se na minha memória, e emergiu quando comecei fazer a musica. Puro e simples plágio inconsciente. Abri mão dos royalties, me perguntando se 'Da Ya Think I’m Sexy?' era meio amaldiçoada. | ” |

## Paradas musicais
| Lista (1979)                                   | Peak position |
| ---------------------------------------------- | ------------- |
| Áustria (Ö3 Austria Top 75)                    | 8             |
| Bélgica (VRT Top 30)                           | 3             |
| Canadá (RPM Magazine)                          | 1             |
| O campo songid é OBRIGATÓRIO PARA PARADA ALEMÃ | 9             |
| Irlanda (IRMA)                                 | 1             |
| Países Baixos (Dutch Top 40)                   | 4             |
| Noruega (VG-lista)                             | 2             |
| Suécia (Sverigetopplistan)                     | 11            |
| Suíça (Schweizer Hitparade)                    | 8             |
| Reino Unido (The Official Charts Company)      | 1             |
| Estados Unidos (Billboard Hot 100)             | 1             |